# Sahulana
Sahulana là một chi bướm ngày thuộc họ Lycaenidae.